# Elezioni parlamentari in Norvegia del 1900
Le elezioni parlamentari in Norvegia del 1900 si tennero rra il 20 agosto e il 10 settembre per il rinnovo dello Storting.

## Risultati
| Venstre                           | 127 142 | 54,01 | 77  |  |  |  |
| Høyre - Partito Liberale Moderato | 96 092  | 40,82 | 31  |  |  |  |
| Partito Laburista                 | 7 013   | 2,98  | –   |  |  |  |
| Altri                             | 5 163   | 2,19  | –   |  |  |  |
| Totale                            | 235 410 | 100   | 114 |  |  |  |
|                                   |         |       |     |  |  |  |
| Voti non validi                   | 3 207   | 1,34  |     |  |  |  |
| Votanti                           | 238 617 |       |     |  |  |  |